# Sommer-Paralympics 2012/Teilnehmer (Belgien)
| stlisierte Goldmedaille | stlisierte Silbermedaille | stlisierte Bronzemedaille |
| ----------------------- | ------------------------- | ------------------------- |
| 3                       | 1                         | 3                         |

Belgien entsandte zu den Paralympischen Sommerspielen 2012 in London eine aus 40 Sportlern bestehende Mannschaft – 9 Frauen und 31 Männer.

## Teilnehmer nach Sportart

### Boccia
Frauen:
- Kirsten de Laender

Männer:
- Pieter Cilissen
- Pieter Verlinden

### Goalball
Männer
- Youssef Bihi
- Johan de Rick
- Klison Mapreni
- Glenn Van Thournout
- Bruno Vanhove
- Tom Vanhove

### Leichtathletik
Frauen
- Marieke Vervoort

Männer
- Gino de Keersmaeker
- Frederic van den Heede

### Radsport
Männer:
- Kris Bosmans
- Wim Decleir
- Christophe Hindricq
- Koen Reyserhove

### Reiten
Frauen:
- Ulricke Dekeyzer
- Michèle George
- Barbara Minneci
- Ciska Vermeulen

### Rollstuhltennis
Frauen:
- Annick Sevenans

Männer:
- Mike Denayer
- Joachim Gérard

### Rollstuhlrugby
Frauen:
- Bieke Ketelbuters

Männer:
- Ludwig Budeners
- David Duquenne
- Peter Genyn
- Raf Hendrix
- Gunther Meersschaut
- Lars Mertens
- Ive Theuwissen
- Bob Vanacker
- Ronald Verhaegen
- Frederik Windey

### Schwimmen
Frauen
- Tamara Medarts

Männer:
- Sven Decaesstecker
- Yannick Vandeput

### Tischtennis
Männer:
- Ben Despineux
- Marc Ledoux
- Mathieu Loicq